# MAP6
MAP6 (tiếng Hàn: 맵식스) là một nhóm nhạc nam Hàn Quốc được thành lập vào năm 2015, gồm 5 thành viên: Minhyuk, J.Jun, Sign, Sun và J.Vin. Nhóm ra mắt vào ngày 10 tháng 11 năm 2015, với đĩa đơn "Storm".
Vào ngày 10 tháng 12 năm 2019, MAP6 đã tạm ngừng hoạt động do bốn trong số năm thành viên sắp nhập ngũ để thực hiện nghĩa vụ quân sự bắt buộc vào năm sau.

## Thành viên
- Min-Hyuk (민혁)
- J.Jun (제이준)
- Sign (싸인)
- Sun (썬)
- J.Vin (제이빈)

## Danh sách đĩa nhạc

### Album
| Tên            | Thông tin chi tiết | Thứ hạng cao nhất | Doanh số |
| Tên            | Thông tin chi tiết | JPN               | Doanh số |
| -------------- | --- | ----------------- | -------- |
| MAP6 the first | - Phát hành: 13 tháng 2 năm 2019 - Nhãn: Tokuma Japan Communications - Định dạng: CD, tải xuống kỹ thuật số Danh sách bài hát 1. あいしてるよ 2. Magic 3. Make my Day 4. Assassin 5. NEGAI～光～ 6. RED 7. SUPERSENSE 8. Magnetic 9. Like The Moonlight 10. Vroom Vroom 11. I'm ready ～JP.ver～ | 118               |          |

### Các album đơn
| Tên      | Thông tin chí tiết | Thứ hạng cao nhất | Doanh số    |
| Tên      | Thông tin chí tiết | KOR               | Doanh số    |
| -------- | --- | ----------------- | ----------- |
| Momentum | - Phát hành: 23 tháng 5 năm 2017 - Nhãn: Dream T Entertainment, LOEN Entertainment - Định dạng: CD, tải xuống kỹ thuật số Danh sách bài hát 1. I'm Ready 2. Closer 3. Stand By Me (시간이 지나도) | 30                | - KOR: 971+ |
|          | |                   |             |

### Các đĩa đơn khác
| Tên                                                    | Năm       | Thứ hạng cao nhất | Thứ hạng cao nhất | Doanh số (DL) | Album                         |
| Tên                                                    | Năm       | KOR               | JPN               | Doanh số (DL) | Album                         |
| Tiếng Hàn                                              | Tiếng Hàn | Tiếng Hàn         | Tiếng Hàn         | Tiếng Hàn     | Tiếng Hàn                     |
| ------------------------------------------------------ | --------- | ----------------- | ----------------- | ------------- | ----------------------------- |
| "Storm"                                                | 2015      | —                 | —                 | —             | Đĩa đơn không nằm trong album |
| "Swagger Time" (매력발산타임)                          | 2016      | —                 | —                 | —             | Đĩa đơn không nằm trong album |
| "I'm Ready"                                            | 2017      | —                 | —                 | —             | Momentum                      |
| "Love is Gone"                                         | 2017      | —                 | —                 | —             | Đĩa đơn không nằm trong album |
| Tiếng Nhật                                             |           |                   |                   |               |                               |
| "Miryoku hassan Time" (魅力発散TIME)                   | 2016      | —                 | 11                | - JPN: 11,027 | Đĩa đơn không nằm trong album |
| "No Surrender"                                         | 2017      | —                 | 11                | - JPN: 6,306  | Đĩa đơn không nằm trong album |
| "Vroom Vroom"                                          | 2018      | —                 | 20                | - JPN: 4,381  | MAP6 the first                |
| "I'm Ready"                                            | 2018      | —                 | 25                | - JPN: 2,841  | MAP6 the first                |
| "—" biểu thị các bản phát hành không có trong biểu đồ. |           |                   |                   |               |                               |